# Koleč
Koleč (Duits: Koletsch of Coltz) is een Tsjechische gemeente in de regio Midden-Bohemen en maakt deel uit van het district Kladno.
Koleč telt 578 inwoners (2023).

## Geografie
De gemeente Koleč bestaat uit de volgende plaatsen:
- Koleč;
- Týnec;
- Mozolín.

Koleč ligt in een ondiepe open vallei, grotendeels boven de linkeroever van de Třebusickýbeek.
De twee deelgemeenten, Týnec en Mozolín, liggen achter een lage heuvel bĳ de Týneckýbekken, direct onder de middeleeuwse nederzetting Budeč.

## Geschiedenis
De eerste schriftelijke vermelding van het dorp (Holecs - d.w.z. Choleč) staat in een ongedateerd document, naar schatting uit de periode 1125-1140. Hierin wordt het dorp genoemd als eigendom van het voormalige kapittel Vyšehrad.
Sinds 1960 is Koleč een zelfstandige gemeente binnen het district Kladno.

## Verkeer en vervoer

### Autowegen
Er leiden regionale wegen naar het dorp.

### Spoorlĳnen

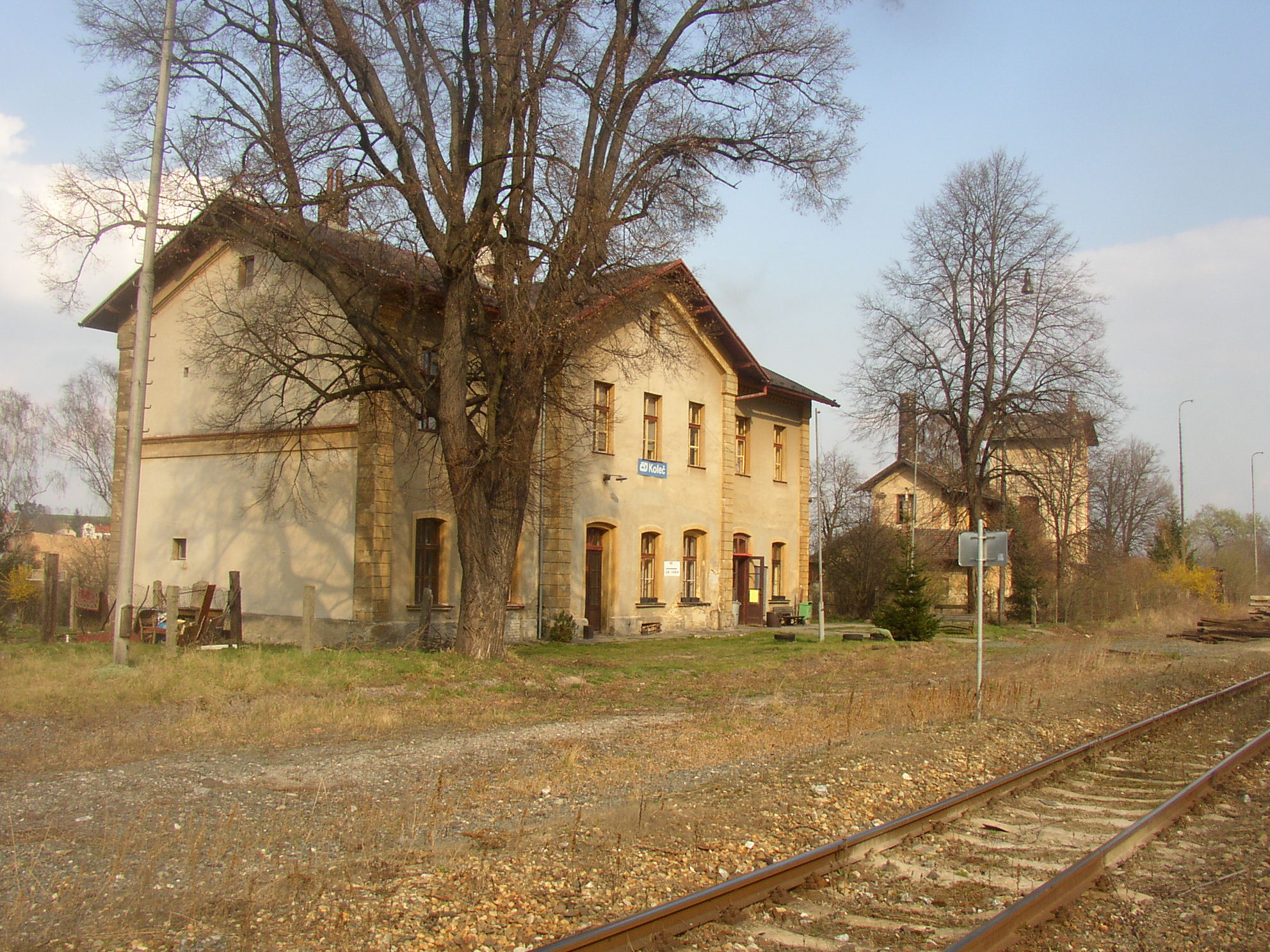
Station Koleč

Station Koleč ligt aan spoorlijn 121 Hostivice - Podlešín. De lĳn is een enkelsporige, nationale lijn waarop het vervoer in 1873 begon. Voorheen was er een regelmatige treindienst op de lĳn; sinds het begin van de 21e eeuw rĳdt er alleen 's zomers een toeristische trein.
Naast het station ligt een goederenemplacement.

### Buslĳnen
In en rond het dorp zĳn drie bushaltes:
| Halte            | Lĳn(en)         | Route                                                                           | Vervoerder                                                                          |
| ---------------- | --------------- | ------------------------------------------------------------------------------- | ----------------------------------------------------------------------------------- |
| Koleč            | T4              | Slaný - Praag                                                                   | České dráhy                                                                         |
| Koleč, Zámek     | 323 456 620 623 | Nádraží - Linkový Slaný - Libčice Kralupy nad Vltavou - Kladno Velvary - Kladno | Valenta Bus Autodoprava Lamer Valenta Bus ČSAD Kladno (i.o.v. Arriva Střední Čechy) |
| Koleč, u trafiky | 323 456         | Nádraží - Linkový Slaný - Libčice                                               | Valenta Bus Autodoprava Lamer                                                       |

## Demografie
| Jaar            | 1869 | 1880  | 1890  | 1900  | 1910  | 1921  | 1930  | 1950 | 1961 | 1970 | 1980 | 1991 | 2001 | 2006 | 2023 |
| Aantal inwoners | 896  | 1 104 | 1 111 | 1 094 | 1 162 | 1 135 | 1 110 | 931  | 904  | 842  | 680  | 511  | 552  | 588  | 578  |
| Aantal huizen   | 125  | 131   | 141   | 147   | 159   | 170   | 211   | 222  | 219  | 210  | 196  | 227  | 235  | -    | 244  |

## Voorzieningen
In het dorp zĳn een kleuterschool, basisschool, dorpscafé en filiaal van supermarktketen Coop gevestigd.

## Bezienswaardigheden
- Kasteel van Koleč, een voormalig kasteel - sinds 2016 een museum over bijenteelt.

## Galerĳ

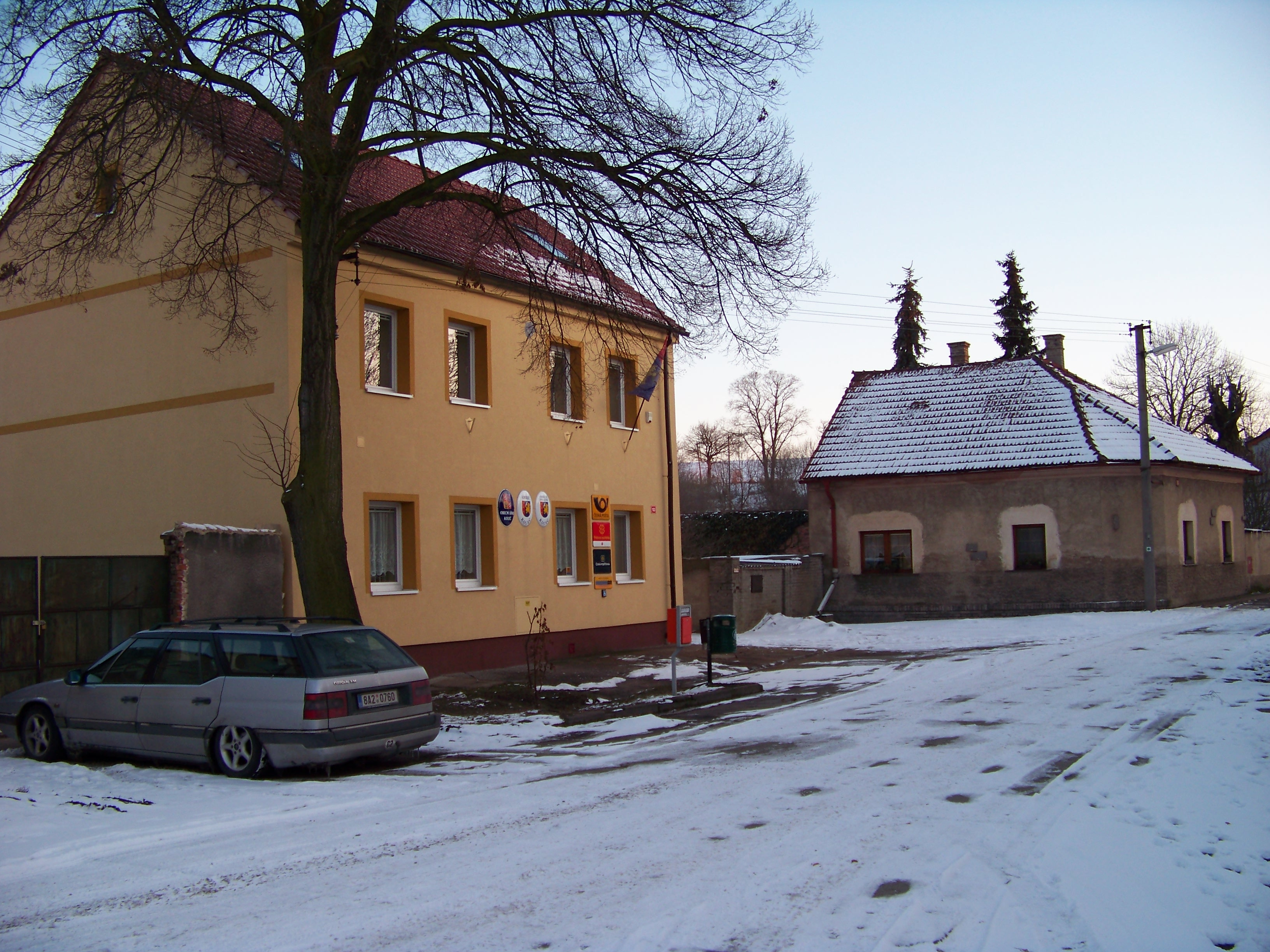
Gemeentehuis
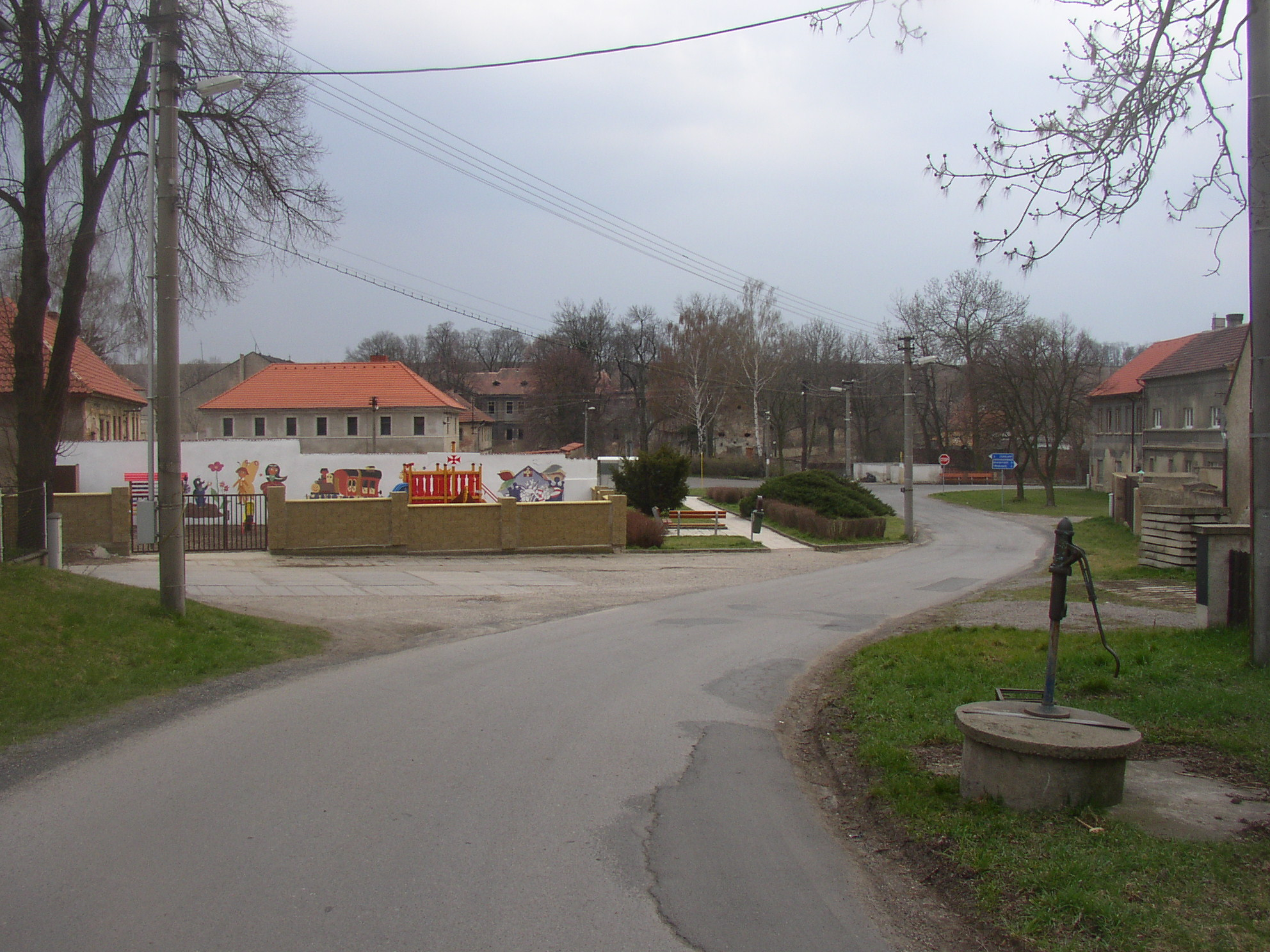
Dorpscentrum
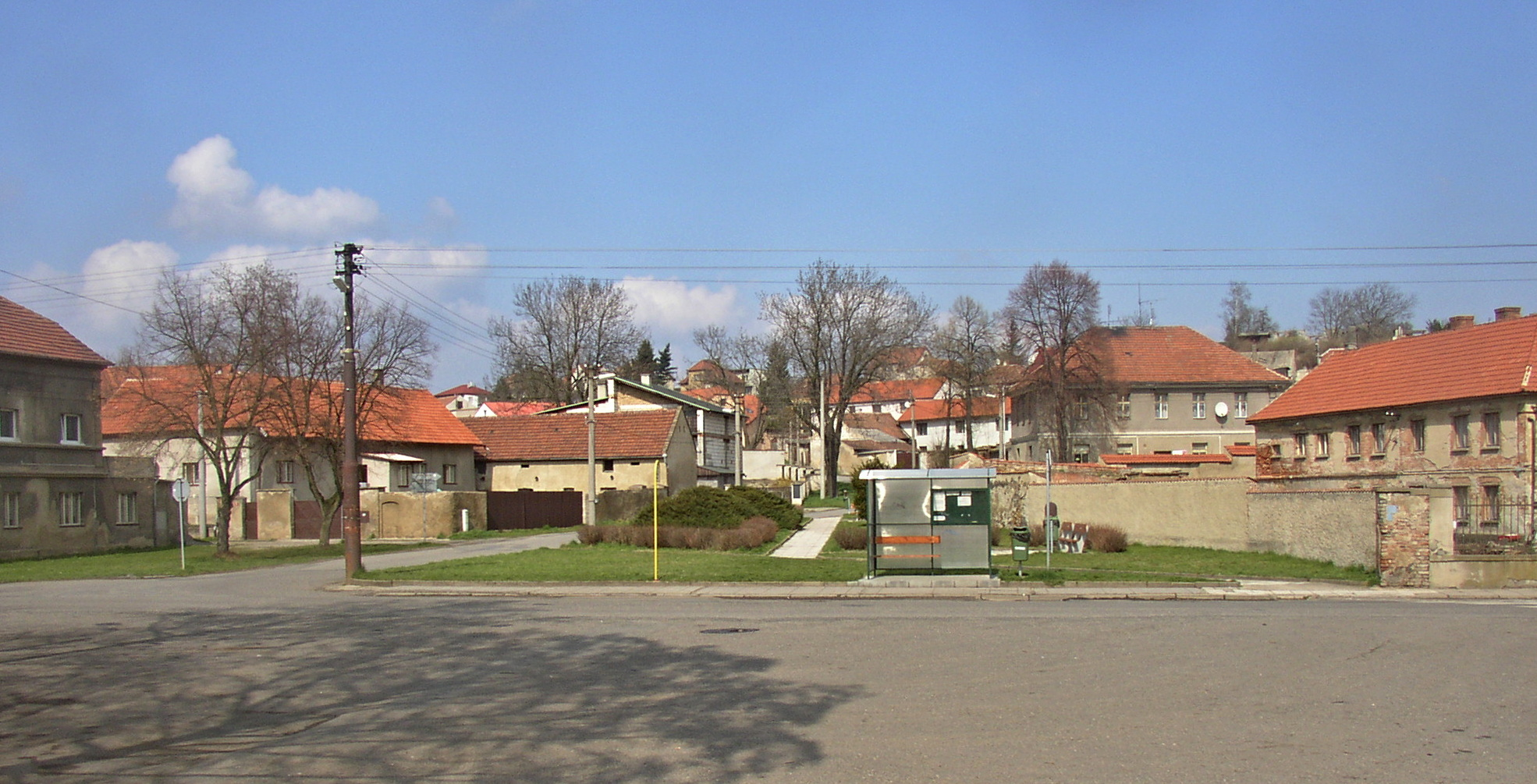
Dorpscentrum met bushalte
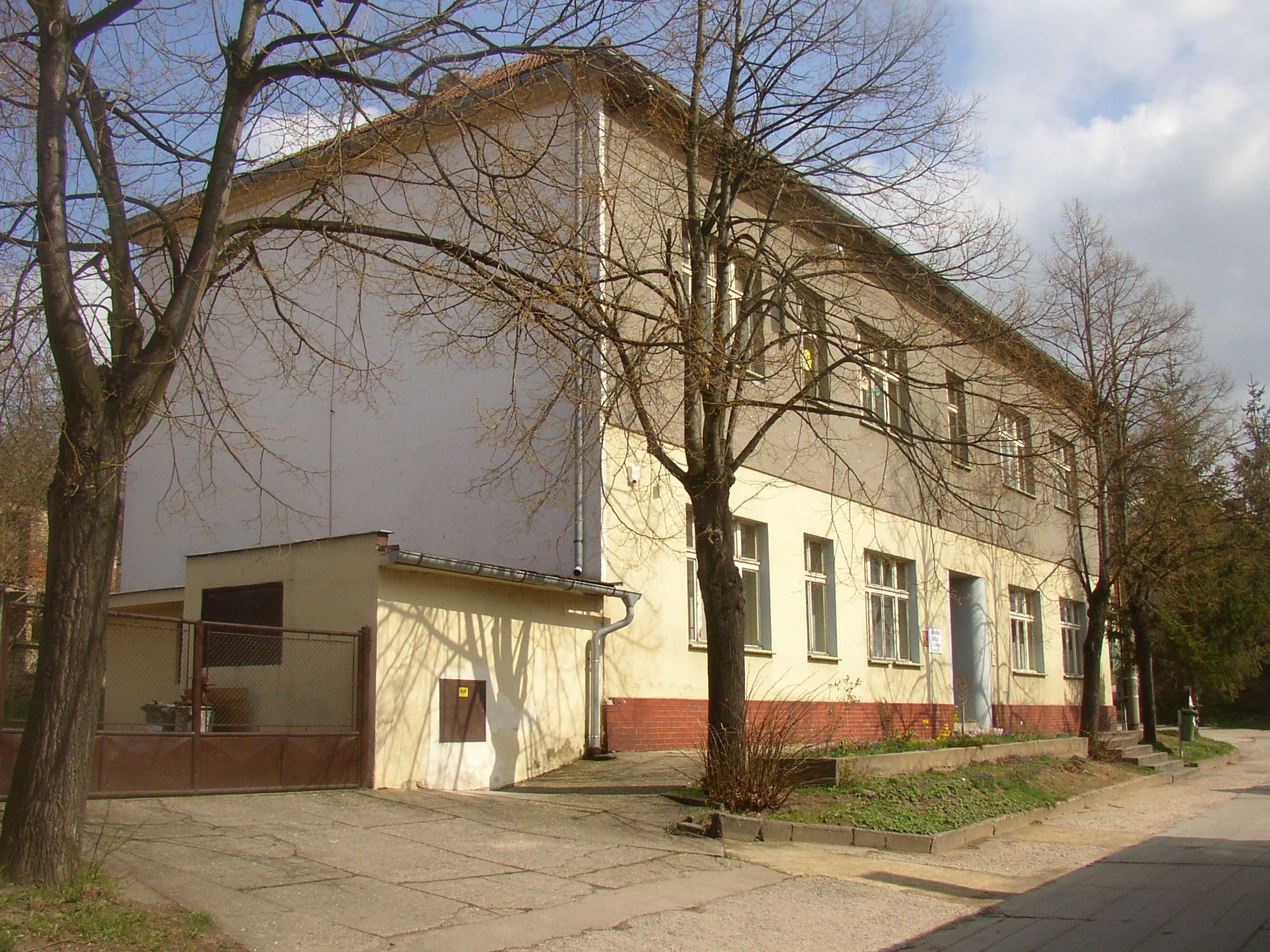
Basisschool
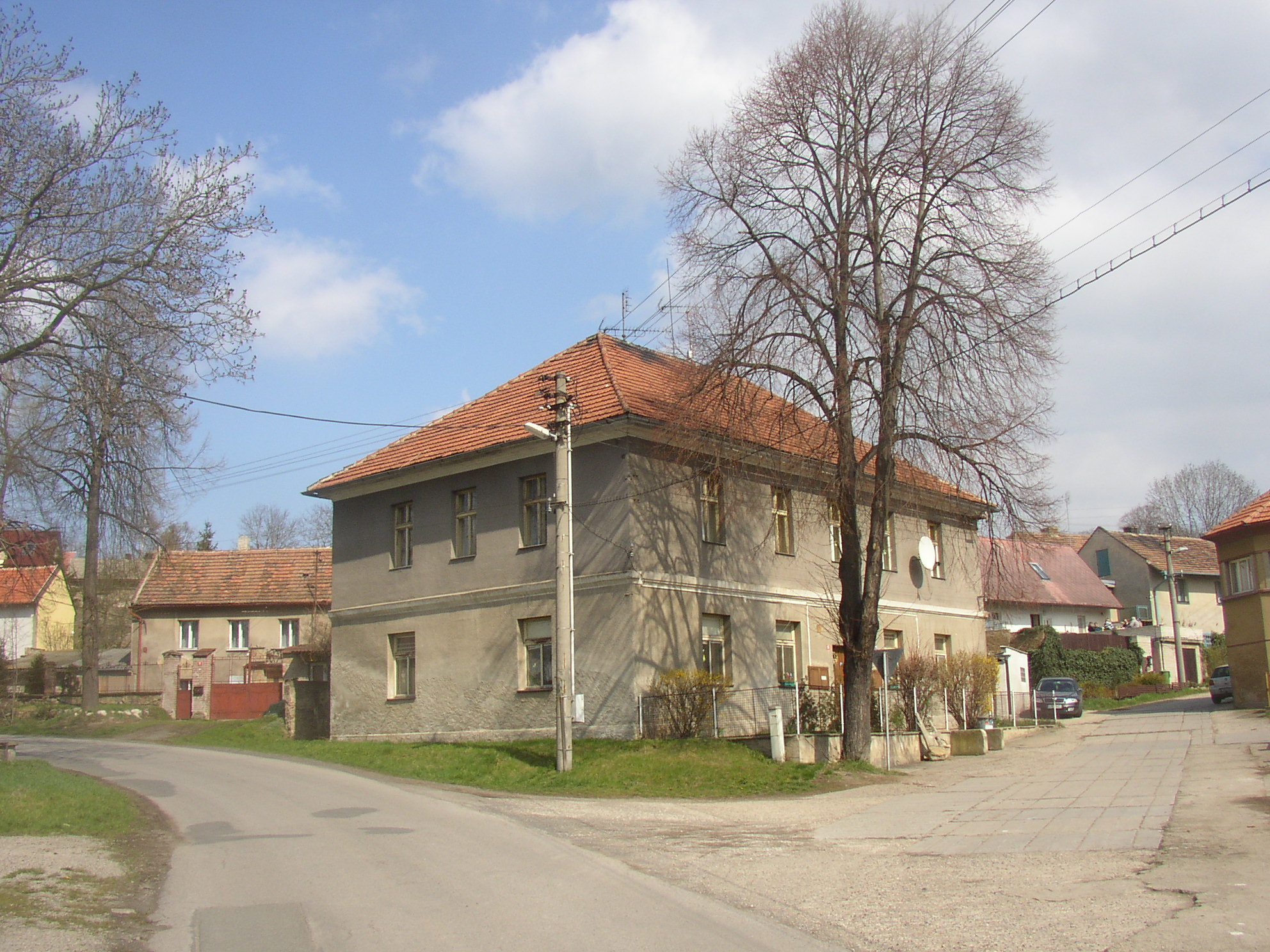
Kleuterschool
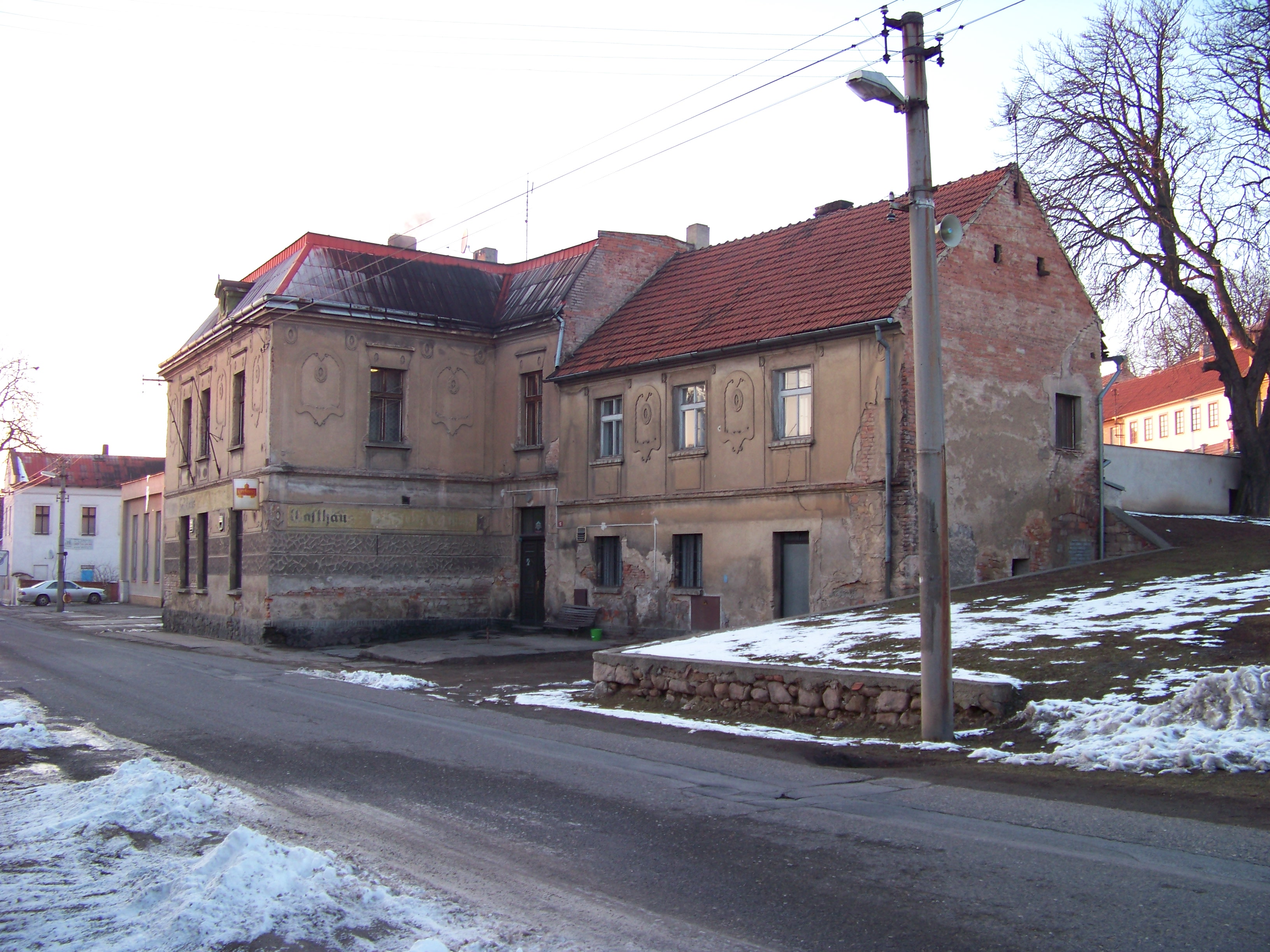
Dorpscafé
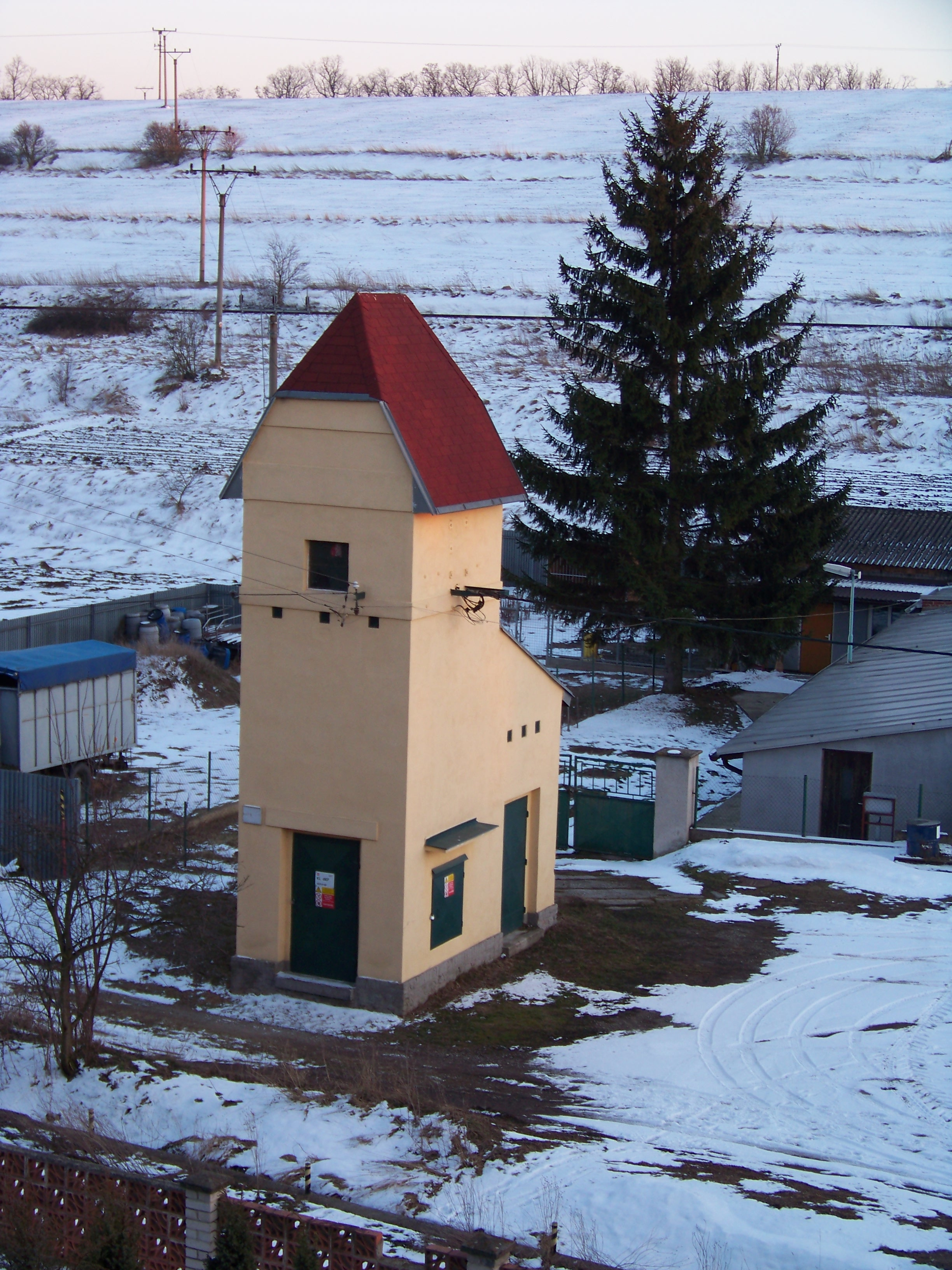
Transformatortoren
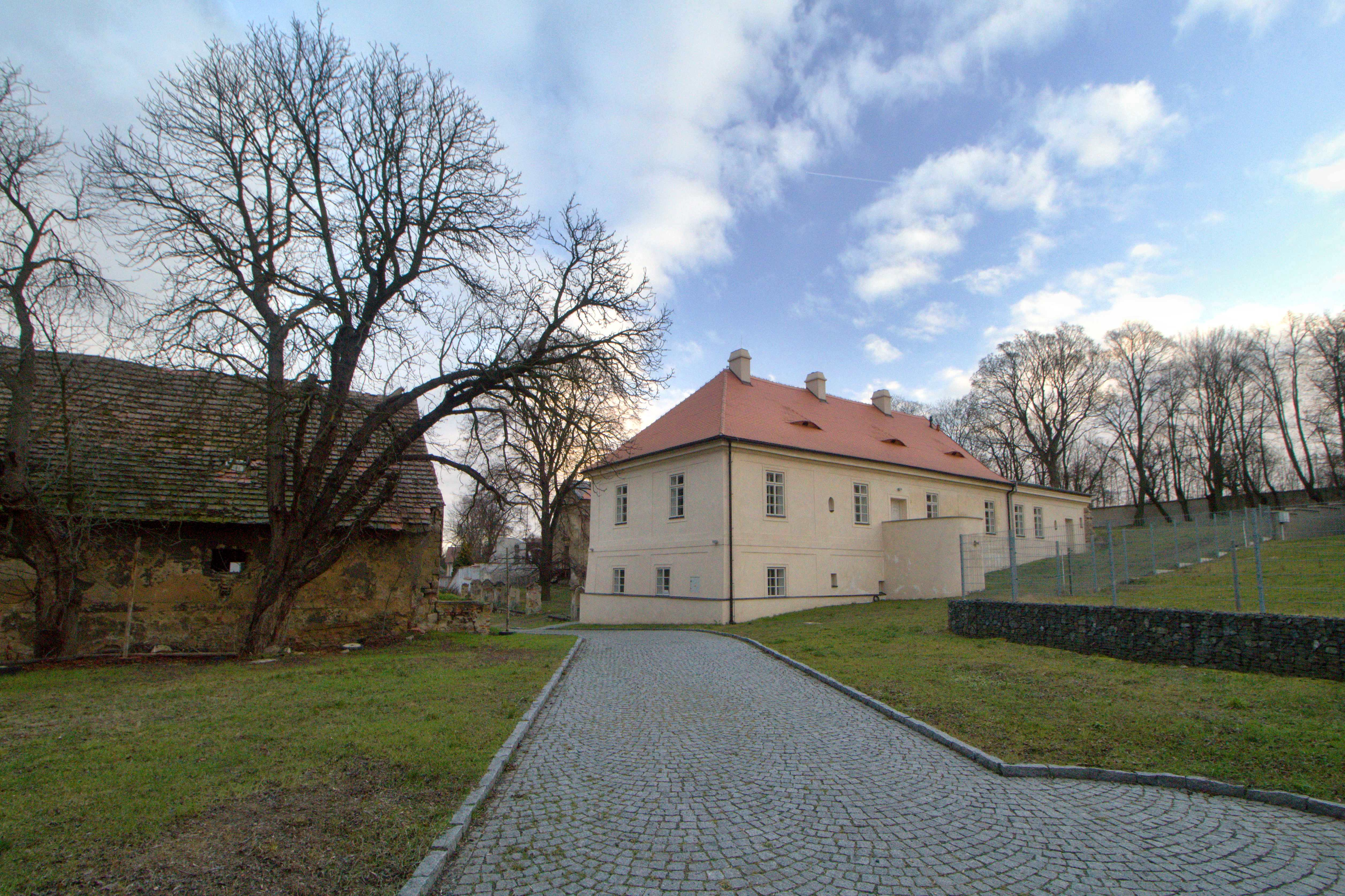
Kasteel van Koleč

## Bekende inwoners
In de jaren 1859-1864 werkte pastoor Josef Mottl uit Kladno in het dorp, die de geschiedenis van Koleč uitvoerig beschreef.